# Buleleng

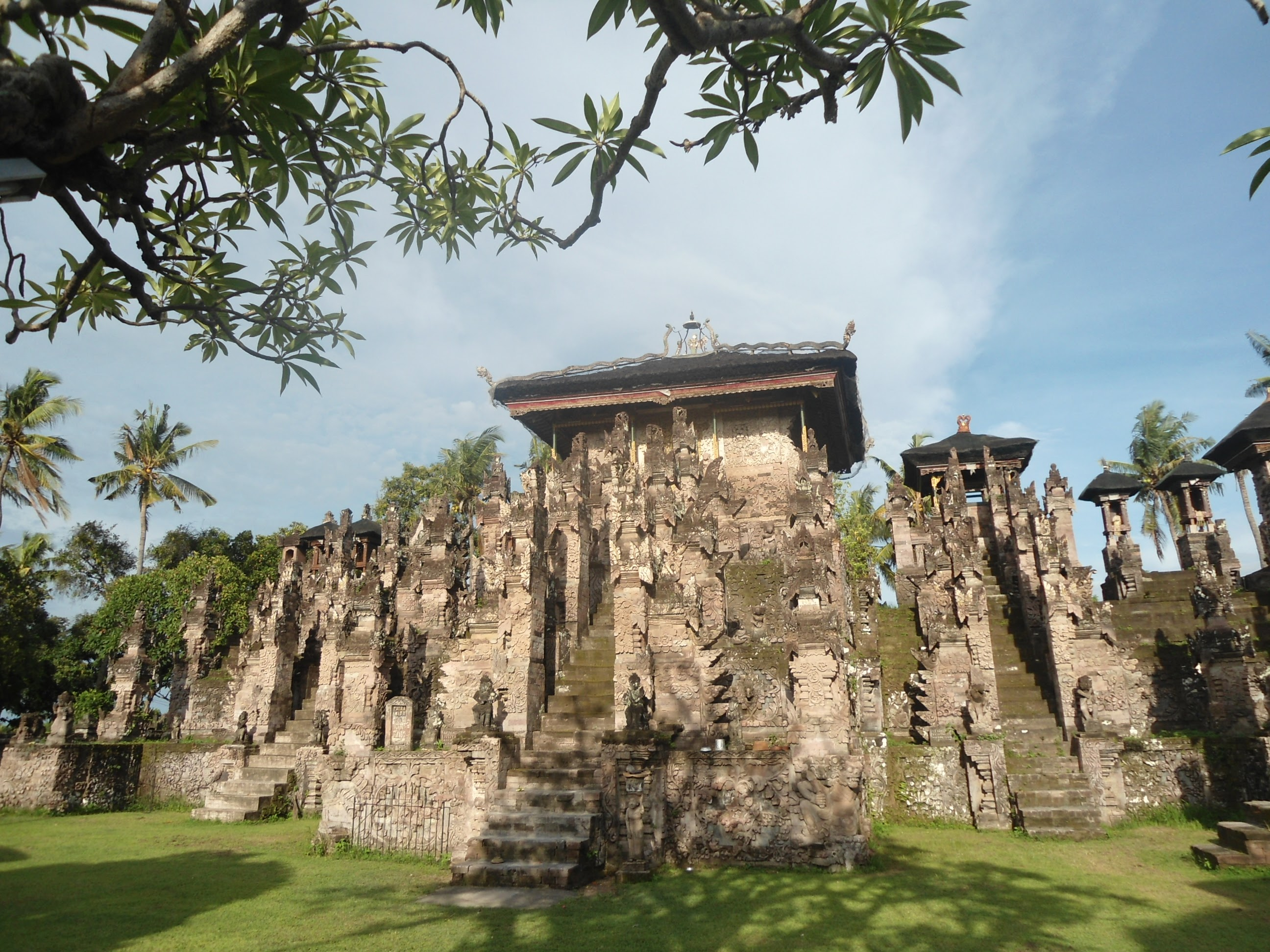
Templo hindu Pura Beji, em Sangsit

Buleleng é uma regência (kabupaten) da ilha e província de Bali, Indonésia, que tem a sua sede adminitrativa em Singaraja. Estende-se para leste desde o estreito de Bali (que separa Bali de Java Oriental, na extremidade ocidental, ao longo de praticamente dois terços da costa norte da ilha. Tem 1 365,88 km² de área e a estimativa oficial da população em 2023 era apontava para 791 810 habitantes (densidade: 579,7 hab./km²).
Parte do Parque Nacional de Bali Ocidental situa-se em Buleleng. O templo Pura Beji Sangsit, também se encontra na regência, na capital do distritos de Sawan; foi construído no século XV e é dedicado à deusa hindu do arroz e da fertilidade Devi Sri.

## História
No território do que é atualmente a regência existiu um reino, fundado por Gusti Panji Sakti, que reinou entre c. 1660 e c. 1700, que é comemorado como herói ancestral que controlou de facto o reino de Blambangan, de Java Oriental. O reino de Buleleng declinou durante os reinados dos sucessores de Gusti Panji Sakti e acabou por se tornar vassalo do reino vizinho de Karangasem na segunda metade do século XVIII. Entre 1806 e 1849 Buleleng foi governado por um ramo autónomo da dinastia de Karangasem.
Os holandeses atacaram Buleleng sem sucesso em 1846 e 1848, mas lograram a conquista em 1849. Buleleng foi incorporado no sistema colonial holandês em 1882. Em 1929, um descendente de Gusti Panji Sakti, o académico Gusti Putu Jelantik, foi nomeado regente pelos holandeses; morreu em 1944, durante a ocupação japonesa das Índias Orientais Neerlandesas. Em 1947, o seu filho Anak Agung Nyoman Panji Tisna entregou o trono ao seu irmão mais novo, Anak Agung Ngurah Ketut Djelantik, conhecido como Meester Djelantik. Em 1949–1950, Buleleng, como o resto de Bali, foi incorporado na república unitária da Indonésia.

## Distritos
A regência está dividida em nove distritos (em indonésio: kecamatan). O nome das capitais dos distritos coincidem com o distrito, exceto no casos dos distritos de Buleleng (cuja capital é Singaraja) e do de Sawan (cuja capital é Sangsit).
| Distrito | População (2022) | Área (km²) | Dens. pop. (hab.km²) | Num. de aldeias [♦] |
| --- | ---------------- | ---------- | -------------------- | ------------------- |
| Gerokgak[◊] | 101 140          | 356,57     | 283,65               | 0 / 14              |
| Seririt | 98 380           | 111,78     | 880,12               | 1 / 20              |
| Busung Biu | 55 360           | 196,62     | 281,56               | 0 / 15              |
| Banjar | 89 540           | 172,60     | 518,77               | 0 / 17              |
| Sukasada | 93 190           | 172,93     | 538,89               | 1 / 14              |
| Buleleng | 153 930          | 46,94      | 3 279,29             | 17 / 12             |
| Sawan | 84 760           | 92,52      | 916,13               | 0 / 14              |
| Kubutambahan | 71 760           | 118,24     | 606,9                | 0 / 13              |
| Tejakula | 77 080           | 97,68      | 789,11               | 0 / 10              |
| Totais | 825 141          | 1 365,88   | 604,11               | 19 / 129            |
| [♦] ^ O primeiro número refere-se a kelurahans (núcleos urbanos ou cidades) e o segundo a desas (aldeias rurais). [◊] ^ A ilha de Pulau Menjangan Kecil faz parte do distrito de Gerokgak. |                  |            |                      |                     |

## Economia e infraestruturas
O Aeródromo Tenente-coronel Wisnu, também conhecido como Aeroporto de Buleleng, inaugurado em 2007, situa-se em nls, na parte ocidental da regência. Em 2023 não tinha qualquer uso; até esse ano era usado por uma escola de pilotagem. Em 2023 estava em estudo convertê-lo num aeroporto comercial.
Em 2012 estava prevista a construção de um novo aeroporto internacional em Kubutambahan, 15 km a leste de Singaraja. Previa-se que o Aeroporto Internacional Ngurah Rai, perto de Dempassar e o único aeroporto internacional de Bali, apesar de estar a ser ampliado, ficasse congestionado em 2017 e não seria possível ser mais ampliado. Estava igualmente prevista a construção de uma linha ferroviária para ligar o novo aeroporto ao de Dempassar.
Ao largo das aldeias de Gerokgak, Penyabaan e Tejakula uma atividade económica importante é a produção de pérolas. Em 2011 a área dedicada a essa atividade era 130,9 hectares e estava prevista a sua ampliação para 250 ha entre Gerokgak e Kubutambahan.